# Křenovy
Křenovy es una localidad del distrito de Domažlice en la región de Pilsen, República Checa, con una población estimada, a principios del año 2021, de 145 habitantes. 
Se encuentra ubicada al oeste de la región, en la cuenca hidrográfica del río Berounka —un afluente izquierdo del río Moldava que, a su vez, lo es del Elba— y cerca de la frontera con el estado alemán de Baviera.